# Géczi András
Géczi András (Nyitranovák, 1756. augusztus 21. – Nyitra, 1821. április 27.) piarista áldozópap és tanár.

## Élete
1773. október 17-én Privigyén lépett a rendbe, 1780. augusztus 30-án Nagyszombatban misés pappá szenteltetett föl. Tanított 1776-77-ben Kalocsán, 1778-79-ben Nagykárolyban (ekkor bölcselet hallgató volt), 1780-ban Trencsénben a humaniórák tanára, 1781-82-ben teológiát tanult, 1783-87-ben Privigyén a humaniórák tanára, 1788-ban Trencsénben, 1789-90-ben Privigyén, 1791-ben Nyitrán, 1792-1802-ben Trencsénben a novitiusok promagistere volt és gimnáziumi igazgató, 1803-05-ig Privigyén rektor és igazgató, 1806-08-ig Trencsénben rektor, 1809-től 1821-ig rektor és rendőrfőnöki asszisztens Nyitrán.

## Művei
- Ode, quam Theophilo Koroda gymn. Trenchin. loc. directori, dum anno 1779. XIII. kal. Januarii festum patroni sui recoleret, in grati animi testimonium nomine totius gymn. obtulit. Hely n.
- Plausus in r. m. gymnasii Trenchiniensi honori die excell. ac ill. dno Francisci de Paula e comit. Balassa dum nominis sui diem festum recoleret. Nomine gymn. Trenchiniensi 1780.
- Oratio funebris, qua supremus honor Illustr. Dno comiti Francisco Berényi de Karancs-Berény anno 1775. defuncto persolvitur a gymnasio Prividiensi scholarum piaram quam in ultimo tentamine publico coram illustr. ac nobiliss. auditoribus dici curavit. Posonii, 1786.
- Carmen sotericum exc. ac ill. d. d. Joanni e comit. Illésházy de eadem post superatum gravem infirmitatem s. p. Trenchinienses 1799.
- Sacrum secundo-primum, quod adm. rev. ac eximius Pater Paulinus Lichan S. Piarum ex-provincialis post exactos prospere quinquaginta sacerdotii sui annos 1802. celebravit Prividiae.
- Admodum rev. atque eximio patri Marco Domanyi in capitulo provinciali electo Vacii in aedibus s. piarum 1802.
- Seren. Hungariae, et Bohemiae regio haeredit. principi archiduci Austriae Josepho per inclitum regnum Hungariae palatino dum per provinciam Trenchiniensem iter ageret monumentum pietatis Trenchinii mense augusto anno 1806. exhibitum Tyrnaviae.
- Illustr. ac rev. d. d. Josepho Kluch, Nitriensi ecclesiae praesuli, dum sacra munus suum auspicaretur. A scholis piis oblatum. Nitriae, 1808.
- Mons illustr. ac rev. d. d. Josepho Kluch Eppo. Nitriensi, dum pro eius Incolumitate vota sua... offerent scholae piae Nitrienses 1809.
- Carmen pro Solenni die 12. febr. 1811. qua illustr. ac rev. dni Josephus Kluch Nitriensis et Nicolaus Rauscher Evariensis Episcopi Rev. dum... Canonici Joannis Nep. Roszinszky magnis sumptibus reparatam domum condecorare dignati sunt...
- Funebre carmen, quo dulce olim suum decus an praesidium, Ill. ac Rev. Dnum Josephum Nejedly, electum episcopum Dulmensem... die 22. Augusti anni 1816. pie mortuum, die vero 24. eiusdem horis matutinis tumulo illatum amarissime deplorat. Tyrnaviae.
- Excell., Ill., ac Rever. Dno Josepho Kluch, episcopo Nitriensi... pro die XIX. Martii anno 1817. pia sua vota deferunt scholae piae Nitrienses. Tyrnaviae.
- Haec Cels. ac Rev. Dno principi Alexandro a Rudna, et Divék-Ujfalu, archi-episcopo Strigoniensi... pro solemni eiusdem inaugurationis die 16. Maii anni 1820. nomine totius provinciae Nitriensis, quae praecipuo iure sibi eum vendicat, collegium Nitriense scholarum piarum vota nuncupat. Tyrnaviae.

Nagy-Károlyban 1778-ban Daphnis c. pásztorjátékát előadták a piaristák iskolájában.